# Săn bắt cá voi

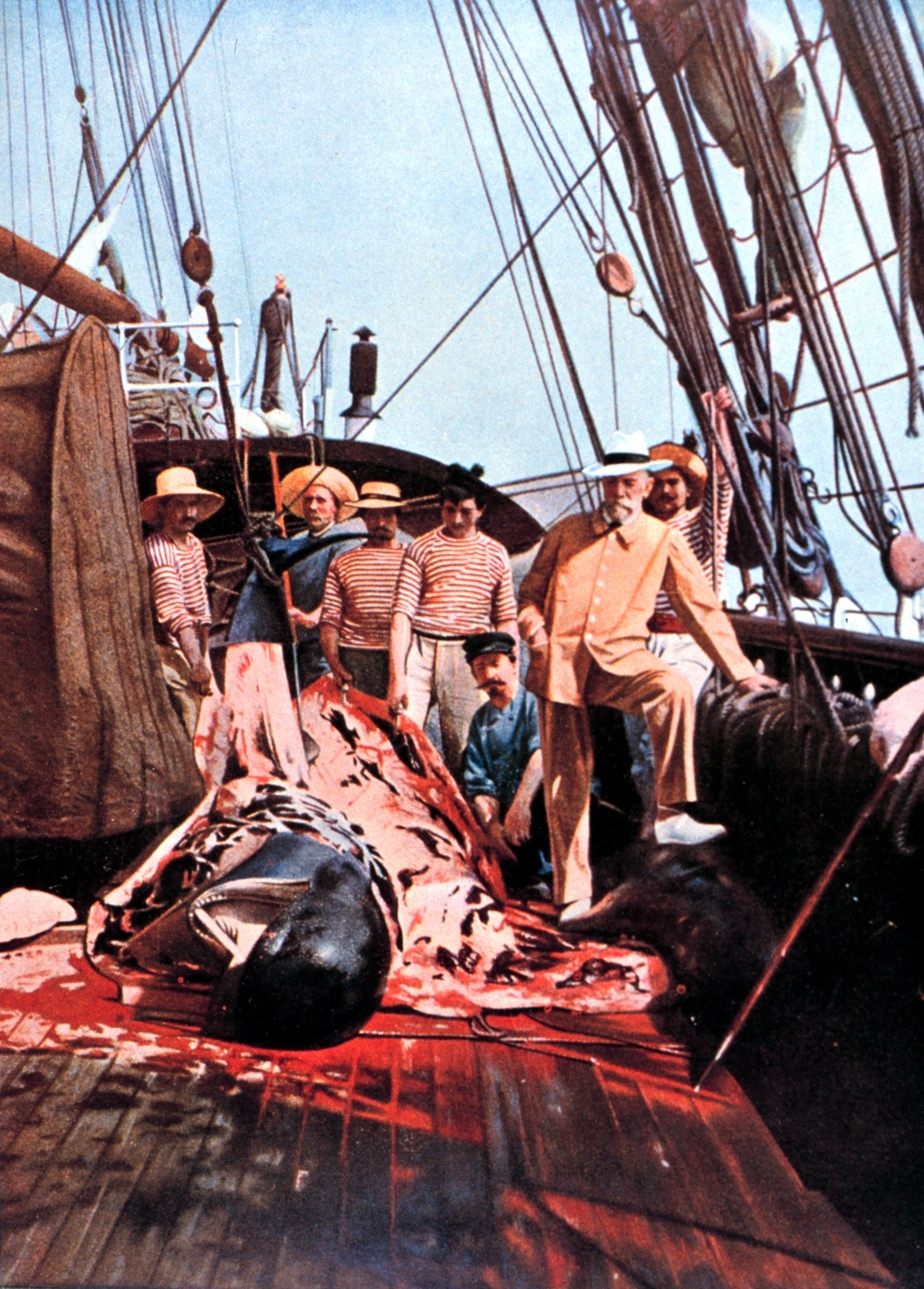
Thủy thủ đoàn tàu nghiên cứu hải dương "Princesse Alice" (Công Chúa Alice) của Albert Grimaldi (cố hoàng thân Albert I của Monaco) chụp một kiểu ảnh trong lúc chặt khúc một con cá voi bắt được.

Săn bắt cá voi là việc đánh bắt các loài cá voi sống tự do dưới đại dương và có lịch sử từ năm 6000 TCN. Săn bắt cá voi và các mối đe dọa khác đã dẫn đến việc ít nhất 5 đến 13 loài cá voi lớn bị liệt vào loài có nguy cơ tuyệt chủng. Việc săn bắt cá voi thương mại phải bị ngừng theo một lệnh ngừng của Ủy ban săn bắt cá voi quốc tế (IWC). Tuy nhiên, tại cuộc họp của ủy ban này năm 2006, Tuyên bố St Kitts và Nevis phản đối lệnh ngừng đã được áp dụng với một tỷ lệ đa số ít ỏi.

## Lịch sử săn bắt cá voi

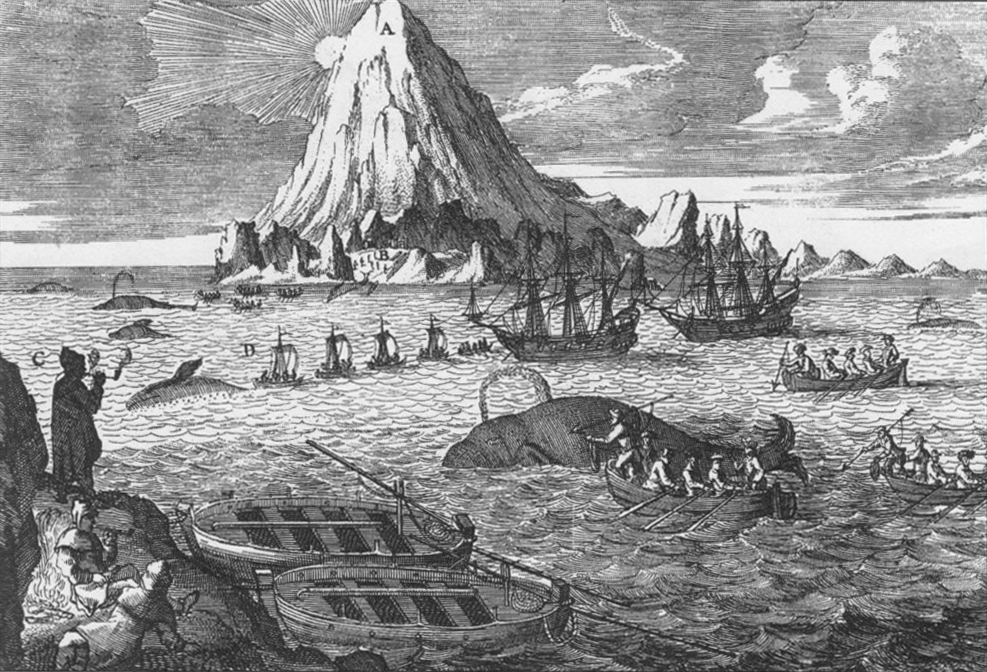
Hình chạm thế kỷ 18 cho thấy những người thợ săn bắt cá voi Hà Lan đang săn cá voi đầu cong ở Bắc Cực.

Săn bắt cá voi đã bắt đầu từ thời tiền sử và ban đầu bị hạn chế ở các khu vực biển gần bờ. Dù việc săn bắt thời tiền sử thường được xem là có ảnh hưởng sinh thái thấp, việc săn bắt các voi ở Bắc Cực đã thay đổi sinh thái nước ngọt. Việc phát triển các kỹ thuật săn bắt cá voi hiện đại đã tăng lên vào thế kỷ 19 do sự gia tăng nhu cầu dầu cá voi, và trong thế kỷ 20 do nhu cầu thịt cá voi.

## Săn cá voi hiện nay
Ngày nay, người ta ít dùng dầu cá voi, do đó việc săn bắt cá voi ngày nay có giá trị thương mại đầu tiên như là một nguồn cung cấp nguồn chất đạm. Các loài bị săn hàng đầu là cá voi Minke, loài nhỏ thứ hai trong số các cá voi tấm sừng hàm. Các khảo sát khoa học gần đây ước tính có 180.000 con ở trung và đông bắc Đại Tây Dương và 700.000 xung quanh Nam Cực.

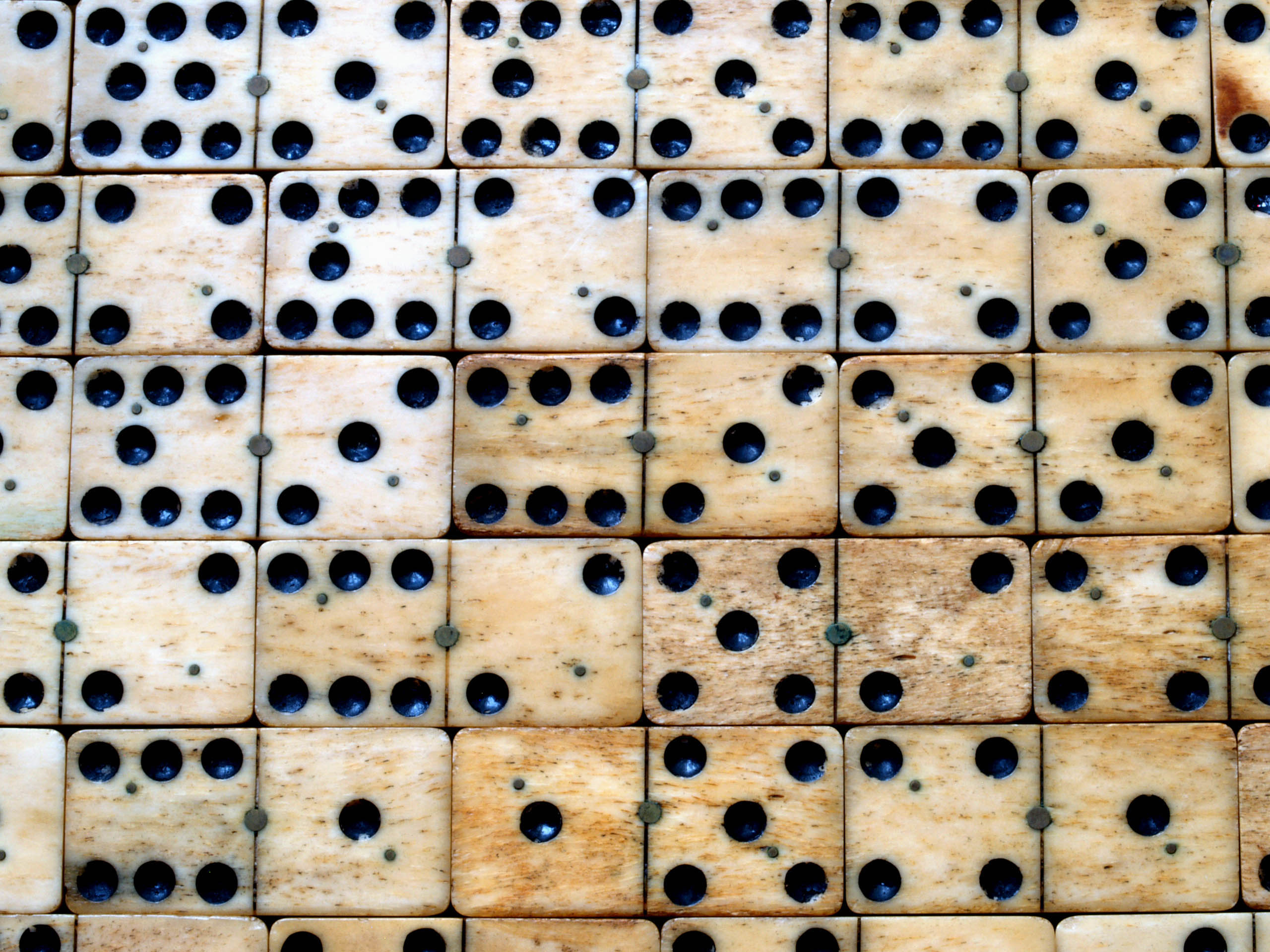
Quân cờ domino làm từ xương cá voi

Việc hợp tác quốc tế về quy định săn bắt cá voi đã bắt đầu năm 1931 và một số hiệp định đa phương đang tồn tại trong lĩnh vực này, Công ước quốc tế quy định về săn bắt cá voi (ICRW) năm 1946 là văn kiện quan trọng nhất. Ủy ban săn bắt cá voi quốc tế (IWC) đã được thành lập bởi ICRW nhằm đưa ra lời cố vấn quản lý cho các quốc gia thành viên trên cơ sở công việc của Ủy ban Khoa học. Các quốc gia không phải là thành viên của IWC không bị ràng buộc bởi quy định của IWC và tiến hành các chương trình quản lý của riêng mình.
Đảo Faroe của Đan Mạch là nơi có phong tục giết cá voi, mỗi khi lễ hội này diễn ra có hàng trăm con cá voi bị giết khiến nước biển biến thành màu đỏ. Lễ hội thảm sát cá heo ở hòn đảo Faroe của Đan Mạch lâu nay vẫn được xem là lễ hội truyền thống của dân đảo. Người dân đảo dùng thuyền dồn cá vào bờ sau đó giết chúng.